# Eriocaulon altogibbosum
Eriocaulon altogibbosum là một loài thực vật có hoa trong họ Cỏ dùi trống. Loài này được Ruhland ex Pilg. mô tả khoa học đầu tiên năm 1901.